# Œuvres de Christopher Hitchens
Les œuvres de Christopher Hitchens sont les articles de journaux, critiques littéraires, livres rédigés par Christopher Hitchens pendant ses 40 années de travail.

## Publications

### En tant qu'auteur unique

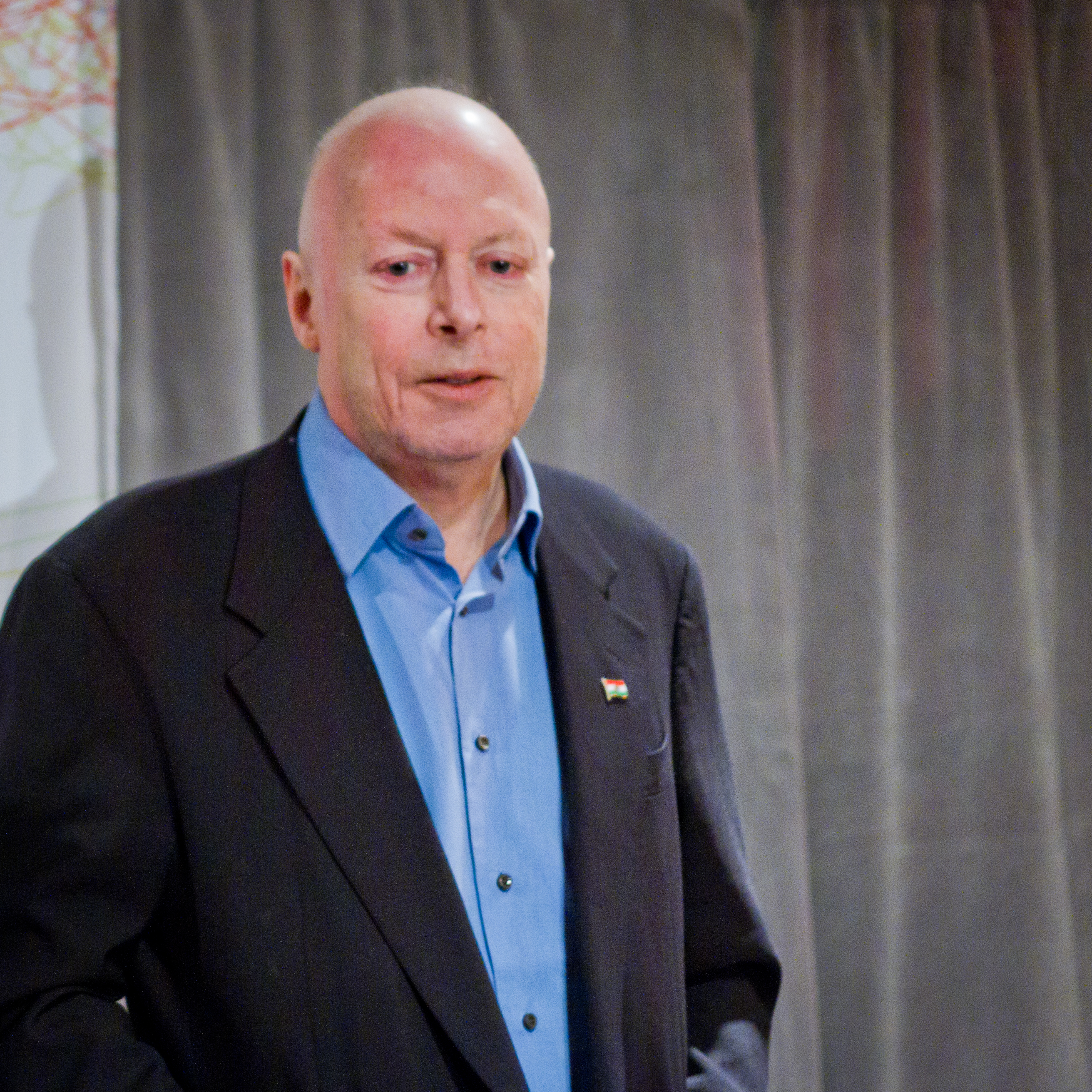
Christopher Hitchens en 2010.

- 1984 – Cyprus. Quartet. Hostage to History: Cyprus from the Ottomans to Kissinger, 1989 (Farrar, Straus & Giroux) et réédité en 1997 (Verso).
- 1987 – Imperial Spoils: The Curious Case of the Elgin Marbles. Chatto and Windus (UK)/Hill and Wang (US, 1988) / 1997 UK Verso edition The Elgin Marbles: Should They Be Returned to Greece? réédité et mis à jour en 2008 sous le titre The Parthenon Marbles: The Case for Reunification, Verso.
- 1988 – Prepared for the Worst: Selected Essays and Minority Reports. Hill and Wang (US)/Chatto and Windus (UK).
- 1990 – The Monarchy: A Critique of Britain's Favorite Fetish. Chatto & Windus, 1990.
- 1990 – Blood, Class, and Nostalgia: Anglo-American Ironies. Farrar, Straus & Giroux. Réédité en 2004, et avec une nouvelle introduction, sous le titre Blood, Class and Empire: The Enduring Anglo-American Relationship, Nation Books  (ISBN 1-56025-592-7).
- 1993 – For the Sake of Argument: Essays and Minority Reports. Verso  (ISBN 0-86-091435-6).
- 1995 – La Position du missionnaire : Mère Teresa dans la théorie et la pratique . Verso.
- 1999 – No One Left to Lie To: The Triangulations of William Jefferson Clinton. Verso. Réédité sous le titre No One Left to Lie To: The Values of the Worst Family en 2000.
- 2000 – Unacknowledged Legislation: Writers in the Public Sphere. Verso
- 2001 – Les crimes de Monsieur Kissinger. Verso.
- 2001 – Lettres à un jeune rebelle. Basic Books.
- 2002 – Pourquoi Orwell importe, Basic Books (US)/UK édition sous le titre Orwell's Victory, Allen Lane/The Penguin Press.
- 2003 – A Long Short War: The Postponed Liberation of Iraq. Plume Books.
- 2004 – Love, Poverty, and War: Journeys and Essays. Thunder's Mouth, Nation Books  (ISBN 1-56025-580-3).
- 2005 – Thomas Jefferson: Author of America. Eminent Lives/Atlas Books/HarperCollins Publishers  (ISBN 0-06-059896-4).
- 2006 – Thomas Paine's "Rights of Man": A Biography. Books That Shook the World/Atlantic Books  (ISBN 1-84354-513-6).
- 2007 –_God Is Not Great: How Religion Poisons Everything, Twelve/Hachette Book Group USA/Warner Books  (ISBN 0446579807) / Publié au Royaume-Uni sous le titre God Is Not Great: The Case Against Religion, Atlantic Books  (ISBN 978-1-84354-586-6).
- 2010 – Hitch-22 Some Confessions and Contradictions: A Memoir, Hachette Book Group  (ISBN 9780446540339).
  - (fr) 2022 – Hitch-22. Mémoires, Le Cherche Midi.
- 2011 – Arguably: Essays by Christopher Hitchens. Twelve. Édité au Royaume-Uni sous le titre Arguably: Selected Prose. Atlantic.
- 2012 - Mortality, Atlantic

### En tant qu'éditeur
- 2007 : The Portable Atheist (en): Essential Readings for the Non-Believer, Perseus Publishing  (ISBN 9780306816086).

### Coauteur ou coéditeur
- 1976 – Callaghan, The Road to Number Ten (avec Peter Kellner). Cassell  (ISBN 0-304-29768-2).
- 1988 – Blaming the Victims: Spurious Scholarship and the Palestinian Question (contributeur et coéditeur avec Edward Said). Verso,  (ISBN 0-86091-887-4). Réédité en 2001.
- 1994 – When Borders Bleed: The Struggle of the Kurds (avec Ed Kashi). Pantheon Books.
- 1994 – International Territory: The United Nations, 1945-1995 (avec Adam Bartos). Verso.
- 2002 – Left Hooks, Right Crosses: A Decade of Political Writing (coéditeur, avec Christopher Caldwell).
- 2008 – Is Christianity Good for the World? (coauteur, avec Douglas Wilson), Canon Press  (ISBN 1-59128-053-2).
- 2008 – Christopher Hitchens and His Critics: Terror, Iraq and the Left (coauteur, édité par Simon Cottee et Thomas Cushman). New York University Press.
- 2010 – The Best American Essays 2010 (coédité avec Robert Atwan). Mariner Books.
- 2011 – Hitchens vs. Blair: Be it Resolved, Religion is a Force of Good in the World (coauteur avec Tony Blair). House of Anansi Press.

### Contributeur
- 2000 – Vanity Fair's Hollywood, Graydon Carter and David Friend (éditeurs). Viking Studio.
- 2005 – A Matter of Principle: Humanitarian Arguments for War in Iraq, Thomas Cushman (éditeur). University of California Press  (ISBN 0-520-24555-5).
- 2008 – Christopher Hitchens and His Critics: Terror, Iraq and the Left (coédité par Simon Cottee et Thomas Cushman). New York University Press.
- 2011 – The Quotable Hitchens: From Alcohol to Zionism, Windsor Mann (éditeur). Da Capo Press.

## Préfaces et introductions
Hitchens fit des préfaces pour des essais ou des rééditions de romans.
- 1997 : In Our Time: The Chamberlain-Hitler Collusion de Clement Leibovitz et Alvin Finkel, Monthly Review Press.
- 1999 : A Handbook on Hanging de Charles Duff, New York Review of Books.
- 2000 : Scoop d'Evelyn Waugh, Penguin Classics Edition.
- 2000 : Safe Area Goražde: The War in Eastern Bosnia 1992-1995 de Joe Sacco, Fantagraphics Books.
- 2000 : 1968: War & Democracy d'Eugene McCarthy, Lone Oak Press.
- 2000 : Vanity Fair's Hollywood, édité par Graydon Carter et David Friend, Viking Studio.
- 2001 : Kosovo: Background to a War de Stephen Schwartz, Anthem Press.
- 2001 : Jeeves et la Saison des amours (en) de P. G. Wodehouse, Penguin Classics Edition.
- 2001 : Orwell in Spain, anthologie de George Orwell, édité par Peter Davison, Penguin Classics Edition
- 2002 : Machinery of Death: The Reality of America's Death Penalty Regime, édité par David R. Dow et Mark Dow, Routledge.
- 2002 : From Russia, With Love, Dr. No, et Goldfinger d'Ian Fleming, Penguin Classics Edition.
- 2003 : Animal Farm et 1984 de George Orwell, Houghton Mifflin Harcourt.
- 2003 : The Adventures of Augie March de Saul Bellow, Penguin Group.
- 2004 : Stamboul Train de Graham Greene, Penguin Classics Edition.
- 2004 : Hons and Rebels: The Mitford Family Memoir de Jessica Mitford, New York Review of Books.
- 2004 : Brave New World d'Aldous Huxley, HarperCollins.
- 2005 : House of the Spirits d'Isabel Allende, Everyman's Library.
- 2007 : Our Man in Havana de Graham Greene, Penguin Classics Edition.
- 2007 : Black Lamb and Grey Falcon: A Journey Through Yugoslavia de Rebecca West, Penguin Classics Edition.
- 2008 : Everyday Drinking: The Distilled Kingsley Amis de Kingsley Amis, Bloomsbury USA.
- 2008 :  God: The Failed Hypothesis- How Science Shows that God Does Not Exist de Victor J. Stenger, New York: Prometheus Books.
- 2008 : Insoumise d'Ayaan Hirsi Ali, Simon and Schuster.
- 2009 : First in Peace: How George Washington Set the Course for America de Conor Cruise O'Brien, Da Capo Press.
- 2009 : Ancient Gonzo Wisdom: Interviews with Hunter S. Thompson, édité par Anita Thompson, Da Capo Press.
- 2009 : Certitude: A Profusely Illustrated Guide to Blockheads and Bullheads, Past and Present d'Adam Begley, illustré par Edward Sorel, Crown Archetype.
- 2010 : Against Religion: The Atheist Writings of H.P. Lovecraft de S. T. Joshi, Sporting Gentlemen.
- 2010 : Civilization and Its Discontents de Sigmund Freud, Norton, W. W. & Company, Inc.